# Middlebury (Connecticut)
|  | Dieser Artikel wurde aufgrund von inhaltlichen Mängeln auf der Qualitätssicherungsseite des Projektes USA eingetragen. Hilf mit, die Qualität dieses Artikels auf ein akzeptables Niveau zu bringen, und beteilige dich an der Diskussion! Folgende Mängel sollten behoben werden, bevor diese Markierung entfernt werden kann: Geographie, Geschichte fehlen |

Middlebury ist eine Town im New Haven County, Connecticut, USA. Das U.S. Census Bureau ermittelte bei der Volkszählung 2020 eine Einwohnerzahl von 7574.
Die Crompton & Knowles Corporation und die Chemtura als ihre Nachfolgerin hatten ihren Sitz in Middlebury.

## Persönlichkeiten
- Steve Desovich (* 1965), Freestyle-Skier